# Keydell House
Keydell House – wieś w Anglii, w hrabstwie Hampshire. Leży 35 km na południowy wschód od miasta Winchester i 96 km na południowy zachód od Londynu.